# Craugastor lineatus
Espèce
Synonymes
- Hylodes lineatus Brocchi, 1879
- Eleutherodactylus lineatus (Brocchi, 1879)
- Eleutherodactylus anzuetoi Stuart, 1941
- Eleutherodactylus macdougalli Taylor, 1942

Statut de conservation UICN

 CR A3e : 
En danger critique
Craugastor lineatus est une espèce d'amphibiens de la famille des Craugastoridae.

## Répartition
Cette espèce se rencontre de 300 à 2 000 m d'altitude au Mexique dans les États d'Oaxaca et du Chiapas et au Guatemala.

## Publication originale
- Brocchi, 1879 : Sur divers batraciens anoures de l'Amérique Centrale. Bulletin de la Société Philomatique de Paris, sér. 7, vol. 3, p. 19-24 (texte intégral).